# Жизненный цикл организации
Жи́зненный цикл организа́ции — совокупность стадий развития, которые проходит фирма за период своего существования.
Эта концепция рассматривается в рамках менеджмента и подразумевает прохождение организацией нескольких этапов развития (аналогия с живыми существами): становление, рост, зрелость, смерть. Но последний этап не совсем применим к организации, так как не всякое искусственное создание обязательно должно умереть.
Жизненный цикл имеет следующий вид: зарождение и становление, рост, когда фирма активно заполняет выбранный ею сегмент рынка, зрелость, когда фирма пытается сохранить имеющуюся долю рынка под своим контролем и старость, когда фирма быстро теряет свою долю рынка и вытесняется конкурентами. В дальнейшем организация либо ликвидируется, либо вливается в более крупную, либо разбивается на более мелкие организации, которые в зависимости от ситуации могут оказаться на стадиях роста или зрелости (реже — других стадиях).

## Рождение организации

### Способы формирования новых организаций
Обычно организации образуются одним из следующих четырёх способов:
1. Организация может быть создана с помощью того, что Макс Вебер называл ”рутинизация харизмы”. Группа, объединяющим началом которой является личная преданность её членов лидеру, обладающему харизмой, может трансформироваться в бюрократическую структуру, для того чтобы осуществлять его идеи.
2. Организация может быть создана одной или несколькими группами как бы ”на пустом месте“ специально для выполнения в обществе чётко определённой функции, в которой они видят необходимость. Подавляющее большинство агентств федерального правительства, сформированных во времена так называемого ”нового курса”, являют собой данный тип бюрократических структур.
3. Новая организация может отделиться от уже существующей (пример - ВВС США в годы Второй мировой войны).
4. Организация может быть создана «через антрепренёрство», если группа людей, пропагандирующих определённую политику (например, коммунизм), получает достаточно серьёзную поддержку в обществе, для того чтобы образовать крупную действующую некоммерческую организацию, призванную проводить эту политику в жизнь.

Все эти способы имеют три схожих характеристики: вначале во главе вновь созданных бюрократических структур всегда находятся ”активисты”; ранняя фаза становления этих организаций в большинстве случаев сопровождается быстрым ростом, а для обеспечения своего дальнейшего существования они должны изыскивать источники поддержки и ресурсы вовне, то есть за пределами самих организаций.

### Роль активистов в новых организациях
Во множестве случаев организации рождаются в результате активной деятельности некоторой сравнительно небольшой группы активистов, претворяющих в жизнь некоторую идею. Не каждый человек, в силу своего характера, способен участвовать в подобной деятельности, отсюда малочисленность группы активистов. В целом, можно сказать, что предсказать появление подобных активистов в обществе невозможно, можно лишь констатировать, что оно происходит спонтанным образом, и что предпосылкой для создания организации обычно является формирование группы активистов. Энтони Даунс для каждого из четырёх способ формирования организаций подробно описывает механизмы участия подобных групп активистов в процессе формирования новых организаций. 

### Ориентированность организаций на самосохранение
Ни одна организация не может продолжать своё существование, не демонстрируя постоянно необходимость своих услуг другим организациям, обладающим жизненно важными для неё ресурсами. Это остаётся верным и в случае, когда организация существует за счёт добровольных пожертвований, и когда она является частью аппарата государственного управления, и при процессе "рутинизации харизмы", равно как и при создании организаций "на пустом месте". Ключевым моментом при образовании организаций является наличие внешних сил, поддерживающих этот процесс. В зависимости от ситуации, либо спонтанно рождённый зачаток организации (группа активистов) демонстрирует свою привлекательность внешним силам, либо же организация формируется сразу с некоторым кредитом доверия со стороны внешних сил. Разумеется, для продолжения своего существования организация также должна продолжать оправдывать доверие, оказанное ей внешними силами.
Таким образом, организации существуют постольку, поскольку в них нуждаются потребители их услуг; организация, которая не сможет оправдать ожидания пользователей, просто-напросто исчезнет. Однако организация не обладает собственным мышлением, равно как ей не привит некий инстинкт выживания - тенденция организаций к самосохранению неразрывно связана с фактом её существования, однако реализуется эта тенденция через деяния отдельных членов организации, мотивами которых отнюдь не обязательно, а чаще всего и не является, обеспечение выживаемости организации. Оказывается, эти члены организации больше всего заинтересованы в том, чтобы она продолжала выполнять свои социальные функции, в то время как стремление к сохранению организации - это лишь следствие этого интереса.
Также устойчивость организации поддерживается личной заинтересованностью всех её членов в непосредственном выполнении работ, связанных с функционированием организации.

Ничтожное количество организаций саморасформировывается, так как ни руководители, ни их подчинённые не стремятся к отказу от работы, которая приносит удовлетворение.
— Питер Кларк, Джеймс Вильсон, цитируется по .
Исключение - когда выполняемые организацией социальные функции неспособны обеспечить продолжительную внешнюю поддержку, в силу своих внутренних особенностей. Например, бюро, созданное для составления плана специфической операции (такой как захват Нормандии), исчерпает ресурсы внешней поддержки в тот момент, когда функция будет выполнена. 
Выживание организации близко соотносится с обретением ею самостоятельности, то есть определённой степени обладания организацией собственной областью компетенции, чётко очерченным кругом клиентов и членов и неоспоримой правоспособностью в области некоторых функций, услуг, задач или вопросов. Организация стремится к стабилизации, упорядочению отношений с внешним окружением и устранению угрожающих её жизни факторов, получению доступа к ресурсам - финансовым, временным, человеческим, процессуальным.

### Фаза быстрого роста
Лишь некоторые бюро достигают такой степени самостоятельности, при которой их существованию ничто не угрожает. Это состояние достигается при достаточно большом размере и по прошествии достаточного срока. Это состояние называется начальным порогом выживания организации. Достижение этого порога не обязательно связано с формальным определением организации как самостоятельной структуры. Между моментом создания организации и достижением порога выживания организация претерпевает быстрый рост и самоутверждение во взаимоотношениях с внешним миром, получение признание общественностью. Обычно это происходит под влиянием извне, когда внешние условия благоприятны для расширения круга задач организации (пример - формирование ВВС США как отдельной структуры в годы Второй Мировой). Если же мощи внешних сил недостаточно для быстрого достижения порога выживания, то тогда ранний период развития организации будет проходить параллельно с борьбой за ресурсы во враждебной среде; существует даже возможность временного объединения  конкурентов за данный ресурс с целью задавить потенциального противника в зародыше. В некоторых ситуациях противостояние между содействующими и противодействующими формированию организации силами может привести к длительному пребыванию организации в состоянии недостижения порога выживания.

## Стадии жизненного цикла коммерческой организации

### Становление
Организация находится в стадии становления, формируется жизненный цикл продукции.
Цели ещё нечёткие, творческий процесс протекает свободно, продвижение к следующему этапу требует стабильного обеспечения.
В эту стадию входят следующие явления: зарождение, поиск единомышленников, подготовка к реализации идеи, юридическое оформление организации, набор операционного персонала и выпуск первой партии продукта.
Происходит создание организации. Основателем выступает предприниматель, в одиночку или с несколькими соратниками выполняющий все работы. В компанию на этой стадии часто приходят люди, привлечённые самой личностью создателя и разделяющие его идеи и надежды. Коммуникации между сотрудниками легки и неформальны. Все работают много и долго, переработки компенсируются скромными зарплатами.
На этом этапе особенно важна нематериальная составляющая мотивации: возможность самореализации, интересная работа, признание успеха. Рекомендуется использовать простые схемы вознаграждения, в частности для менеджеров по продажам.
Контроль основан на личном участии руководителя во всех рабочих процессах. Организация не формализована и не бюрократизирована, для неё характерна простая структура управления. Основное внимание уделяется созданию нового продукта или услуги и завоеванию места на рынке. Некоторые компании могут остановиться в своём развитии именно на этой стадии и существовать при таком стиле управления много лет.
На этом этапе организация является социосистемой, так как она состоит из людей, принадлежащих единой или сходным парадигмам. Каждый член организации обладает собственными культурными представлениями и системой ценностей. Совместная деятельность, которую начинают вести члены организации, запускает процессы формирования знаний на индивидуальном уровне, когда опыт, получаемый каждым членом организации, перерабатывается в соответствии с личными убеждениями и представлениями. На этом же этапе начинается ярмарка знаний, когда в ходе совместной деятельности каждый член коллектива вольно или невольно демонстрирует собственную систему представлений, умения и навыки.
Фирмы возникают добровольно, потому что они представляют более эффективный метод организации производства. На первом этапе своего развития фирма ведёт себя как серая мышка — подбирает зёрнышки, которые упускают из виду более крупные рыночные структуры.
На этапе возникновения фирмы очень важно определить стратегию конкурентной борьбы: Первая стратегия — силовая, действующая в сфере крупного производства товаров и услуг.
Вторая стратегия — приспособительная: Задачи таких фирм: удовлетворять индивидуальные потребности конкретного человека.
Третья стратегия: нишевая глубокая специализация производства — то, что организация может делать лучше других.

### Рост
Стадия развития. Этап коллегиальности
Этап коллегиальности — период быстрого роста организации, осознание своей миссии и формирование стратегии развития (неформальные коммуникации и структура, высокие обязательства).
Происходит рост компании: идёт активное освоение рынка, рост интеграции особенно интенсивен.
Успешность развития организации на этом этапе зависит:
- от того, насколько полно понимают идеи лидера члены организации;
- от того, насколько члены организации обогащают лидера идеями;
- от готовности членов организации реализовывать решения лидера;
- от того, насколько эффективно построена коллективная работа.

Если отбросить индивидуальные особенности как лидера, так и членов организации, то все эти факторы определяются групповыми представлениями и ценностями — тем, что образует базис организационной культуры.
Этот этап можно условно назвать периодом формирования базиса организационной культуры.
На нём успех и неудачи организации активно перерабатываются на всех уровнях организации: индивидуальном, групповом, организационном.
Осложняется тем, что создатели компании из предпринимателей должны превратиться в профессионалов-менеджеров . Это означает серьёзное изменение стиля управления, к которому многие предприниматели оказываются не готовы. Поэтому на данном этапе нередки случаи приглашения профессиональных менеджеров со стороны и передачи им отдельных функций управления, а также обращения к консультантам для налаживания учёта и контроля. В целом стадия роста характеризуется:
- увеличением числа сотрудников;
- разделением труда и ростом специализации;
- более формальными и обезличенными коммуникациями;
- внедрением систем стимулирования, бюджетирования и стандартизации работ и др.

Главными задачами организации являются: создание условий для экономического роста и обеспечение высокого качества товаров и услуг.
Опыт, накопленный на предыдущей стадии, проходит через активную проработку.
Процессы экстернализации и комбинации знаний выходят за рамки индивидуального онтологического уровня и поднимаются до уровня группового и организационного: ценности отдельных членов коллектива трансформируются в групповые ценности, согласовываются цели, происходит формирование видения организации как отдельной сущности, осознание её взаимоотношений с внешней средой, формируются правила взаимного сосуществования как членов организации между собой, так и по отношению к субъектам внешней среды.
Для максимально разностороннего и быстрого развития организации на этой стадии особое внимание следует уделять процессам комбинации и интернализации знаний на организационном уровне. Это обеспечит распространение элементов организационной культуры среди всех членов организации.

### Зрелость
Стадия зрелости. Этап формализации деятельности.
Этап формализации деятельности — период стабилизации роста (развития), (формализация ролей, стабилизация структуры, акцент на эффективность).
К этой стадии компания приходит с багажом прошлого опыта. Представления, показавшие свою адекватность и эффективность, связываются в единую картину мира, охватывая разнообразные стороны социальной жизни. На этом этапе, на организационном уровне наиболее интенсивны процессы интернализации, когда знания, полученные и переработанные организацией на предыдущих этапах, получили своё выражение через провозглашенные ценности: миссия организации, цели и символы, артефакты и проходят процесс индивидуального осознания.
Организация достигает лидирующего положения на рынке. По мере расширения ассортимента выпускаемой продукции и комплекса предоставляемых услуг создаются новые подразделения, структура становится более сложной и иерархической. Формализуются политика и распределение ответственности, усиливается централизация.
Становится актуальной оценка должностей, их грейдирование, повсеместное внедрение системы управления эффективностью для всех подразделений, разработка на её основе системы материальной мотивации.
Зрелость организации означает, что ей удаётся сохранять устойчивое положение во внешней среде; показывает, что остальные процессы переработки опыта и встраивания его в существующую систему представлений имеют явное выражение в базисных представлениях организационной культуры и подкреплены мощно влияющими на членов организации артефактами.
Эти артефакты обеспечивают широкое распространение парадигм организации среди её членов и передаются новичкам как история успеха. Если на предыдущих этапах развития организационная культура сильно подвержена любому влиянию со стороны культуры лидеров, внешней среды, то на этапе зрелости она становится обычным правом, оказывающим влияние на все стороны жизнедеятельности организации.

### Упадок
Этап реструктуризации
Период замедления роста и структурных изменений, дифференциация товаров (рынков), предвидение новых потребностей (стремление к комплексности, децентрализация, диверсифицирование рынков).
Стадия старости. Этап спада.
Этап спада  — период, характеризующийся резким падением сбыта и снижением прибыли; организация ищет новые возможности и пути удержания рынков (высокая текучесть кадров, нарастание конфликтов, централизация).
Стадия старости организации определяется как противоречие между ней и окружающей средой, которое выражается или в появлении конкурентов на занятом рынке или в исчезновении рынка.
В такой ситуации получаемый организацией реальный опыт не фиксируется в существующих знаниях организации. В результате базовые представления перестают адекватно интерпретировать реальные события, а провозглашённые ценности членами коллектива не воспринимаются как ценности.
Это означает, что механизмы, обеспечивавшие трансформацию знаний организации, по каким-либо причинам исчезают и происходит разрыв в цепочках формирования знаний. Происходит накопление неформализованных знаний, которые между тем никаким образом не встраиваются в существующую систему представлений.
По мере перехода организации от одной стадии развития к другой, происходит накопление организационных проблем. Менеджерам важно представлять, являются ли эти проблемы следствием принятия неверных управленческих решений, могут ли они быть разрешены путём незначительных корректировок системы управления или они свидетельствуют о приближении следующей стадии жизненного цикла, а следовательно, связаны с необходимостью проведения организационных изменений.
Таким образом, эффективная и устойчивая деятельность организации во многом зависит от того, как менеджеры и работники понимают, оценивают и учитывают в своих действиях её жизненный цикл и каждую его стадию.

## Методика анализа жизненного цикла организации
Время от времени любые организации, даже наиболее успешные, вынуждены приостанавливать свой бег, чтобы взглянуть на себя со стороны, оценить сложившуюся ситуацию, осмыслить собственный опыт и ответить на ряд важных вопросов:
- Что представляет собой наша организация сегодня?
- Чего мы достигли, чего — нет?
- Какие у нас накопились противоречия и трудности?
- Почему их не удаётся в полной мере преодолеть?
- Что нужно изменить для того, чтобы эти проблемы и трудности преодолевались легче и быстрее?

Жизненный цикл организации (ЖЦО) — точки «перелома»: причины и антикризисные (инновационные) действия. Использование методики анализа ЖЦО производится для определения направления изменений в деятельности организации. Модель жизненных циклов является одним из инструментов менеджмента, наиболее объективно отражающим процесс развития предприятия. Согласно концепции жизненного цикла организации её деятельность проходит пять основных стадий:
1. рождение организации: главная цель заключается в выживании; руководство осуществляется одним лицом; основная задача — выход на рынок;
2. детство и юность: главная цель — получение прибыли в ближайшей перспективе и ускоренный рост; стиль руководства жесткий; основная задача — укрепление позиций и захват рынка; задача в области организации труда — планирование прибыли, увеличение заработной платы, предоставление различных льгот персоналу;
3. зрелость: главная цель — систематический сбалансированный рост, формирование индивидуального имиджа; эффект руководства достигается за счёт делегирования полномочий; основная задача — рост по разным направлениям деятельности, завоевание рынка; задача в области организации труда — разделение и кооперация труда, премирование в соответствии с индивидуальными результатами;
4. старение организации: главная цель — сохранение достигнутых результатов; эффект руководства достигается за счет координации действий, основная задача — обеспечить стабильность, свободный режим организации труда, участие в прибылях;
5. возрождение либо исчезновение: главная цель состоит в обеспечении оживления всех функций; рост организации достигается за счет сплоченности персонала, коллективизма; главная задача — омоложение, внедрение инновационного механизма, внедрение научной организации труда и коллективное премирование.

Организационная диагностика проводится в несколько этапов с помощью специальных методов.
1. Анализ характеристик организации
2. Экспертная оценка
3. Изучение и обсуждение стадий жизненного цикла
4. Обработка и анализ результатов
5. Комментарии и выводы. Анализ управленческих ошибок.

### Механизм управления организацией по стадиям её жизненного цикла и направления его совершенствования
Жизненный цикл организации  (материальная основа, фазы цикла, средний срок жизни экономической организации, переход организации в новое качество). Массовое обновление основного капитала — материальная основа экономического цикла и жизненного цикла организации. Возникновение, становление, развитие, отмирание или переход в новое качество как фазы жизненного цикла.
Фазы жизненного цикла фирмы можно описывать и при помощи динамики объёмов производства. Достижение равновесия фирмы — того объёма производства, когда прибыль становится максимальной, — прямой путь к переходу в новое качество. Нерешение данной проблемы — движение в направлении умирания экономической организации, коей является фирма.
Даже самые успешные фирмы, «живущие» долго, не могут похвастаться, что после каждого жизненного цикла они становились крупнее, а их бизнес рос. Большие компании наиболее устойчивы по сравнению с мелкими, имеющими меньше ресурсов. Периоды, связанные с получением убытков, не являются исключениями в их «жизни». Главное для них — получение прибыли в конечном итоге, то есть за весь период жизненного цикла (сегодняшние убытки могут быть покрыты предыдущими прибылями и накопленным в предыдущих циклах капиталом).
Необходимо сказать, что в жизненном цикле фирмы очень важное место принадлежит четвёртой (последней) фазе. Появляющаяся «вилка» или даёт фирме возможность развиваться в будущем, или приводит к умиранию экономической организации.
Возможности развития в организационном плане предоставляются самые разнообразные. Это — слияния и поглощения компаний , создание финансово-монополистических и финансово-промышленных групп. В результате появляется новая внутрифирменная структура, отличная от предыдущей. Она может быть как более высокой иерархией (увеличивается количество «этажей» управления и, соответственно, затрат на координацию), так и более плоской (создание финансово-промышленных групп, переход к сетевым структурам и проч.).
Главным ориентиром при обосновании выбора направления развития производства по-прежнему являются технические возможности предприятия, а не изменения рыночной конъюнктуры. В данных условиях возникает необходимость разработки инструментов менеджмента, позволяющих обеспечить своевременную и адекватную реакцию предприятия на изменения внешней среды.
Одним из известных инструментов, используемых для описания процесса развития любой экономической системы, является модель жизненных циклов. Управление развитием предприятия на основе модели жизненных циклов дает возможность вырабатывать направление необходимых преобразований и последовательно и целенаправленно проводить изменения. В настоящее время в экономических науках описание жизненных циклов носит преимущественно качественный характер, в практической деятельности применение модели довольно ограничено из-за недостаточной проработки отдельных методологических моментов.
Рассмотрены основные ситуации взаимовлияния жизненных циклов спроса, технологии и товара:
- Ситуация гармоничного рынка;
- Ситуация нарушения гармоничности рынка в сфере сбыта;
- Ситуация нарушения гармоничности рынка в сфере производства;
- Ситуация нарушения гармоничности рынка в сфере производства и в сфере сбыта;
- Ситуация нарушения гармоничности рынка в сфере сбыта при отсутствии спроса;
- Ситуация нарушения гармоничности рынка в сфере производства и сбыта при отсутствии спроса.

Разработан механизм управления развитием предприятия на основе модели жизненных циклов. Реализация механизма предполагает применение метода QFD (развёртывание функции качества) и метода экспертных оценок в качестве инструмента управления внутриорганизационными изменениями. Использование механизма позволяет обеспечить обоснованный выбор управленческих решений по развитию промышленного предприятия в соответствии с изменениями требований окружающей среды.
Модель жизненных циклов является одним из известных инструментов, используемых для описания процесса развития любой экономической системы. На основе модели жизненных циклов можно проанализировать отдельные факторы, влияющие на организационную эффективность. Разнообразие видов жизненных циклов позволяет анализировать изменения, происходящие на различных уровнях управления промышленным предприятием.

### Возможности и ограничения модели жизненных циклов
По аналогии с известной классификацией, выделено три иерархических уровня управления промышленным предприятием. На каждом уровне на предприятие оказывают влияние определённые группы факторов:
1. Макроуровень — факторы внешней среды косвенного воздействия;
2. Мезоуровень — факторы внешней среды прямого воздействия;
3. Микроуровень — факторы внутренней среды.

Определена степень управляемости факторов для различных видов жизненных циклов. Разработанная классификации отражает необходимость учёта взаимосвязи различных видов жизненных циклов и факторов внешней среды при разработке и реализации менеджментом предприятия стратегических решений.
Сформулированы условия развития предприятия с учётом взаимосвязи различных видов жизненных циклов. Рассмотрены основные ситуации взаимодействия жизненных циклов спроса, технологии и товара.
Сочетания жизненных циклов спроса, технологии и товара наиболее объективно отражают изменения на различных уровнях управления промышленным предприятием. Для обеспечения конструктивности анализа взаимосвязи категорий «спрос», «технология» и «товар», в рамах диссертационного исследования сформулированы ограничения, обусловленные определениями данных категорий:
1. Кривая жизненного цикла товара отражает количество проданного (и произведённого) товара в определённый период времени.
2. Кривая жизненного цикла технологии отражает возможность производства товара, соответствующего потребительским требованиям в определённый период времени.
3. Кривая спроса отражает потенциальный объём продаж конкретного товара.
4. Спрос на протяжении всего жизненного цикла удовлетворен одним видом товара, который в свою очередь, реализован в рамках конкретной технологии.
5. Длительности жизненных циклов спроса, технологии и товара равны, то есть являются элементами единого цикла развития.
6. Кривая жизненного цикла товара не может быть выше кривой жизненного цикла технологии.
7. Длительности стадий различных видов жизненных циклов могут не совпадать во времени.

### Рассмотрены основные ситуации взаимовлияния жизненных циклов спроса, технологии и товара
Ситуация 1. Производится и продаётся необходимое и достаточное количество товара, которое может потребить конкретный рынок. В этом случае кривые жизненных циклов спроса, технологии и товара совпадают.
- При данной ситуации на рынке эффективное развитие организации возможно на протяжении всего цикла, если она является участником этого цикла с самого начала. Однако входные барьеры в данный цикл высоки в силу жесткой конкуренции, так как с момента возникновения спрос полностью удовлетворен количеством произведенного и проданного товара.

Ситуация 2. Производится необходимое и достаточное количество товара, которое по какой-либо причине не может быть реализовано в полном объёме. В этом случае кривые жизненных циклов спроса и технологии совпадают и расположены над кривой жизненного цикла товара.
- В данной ситуации существуют проблемы в процессе реализации товара: произведенный в необходимом количестве товар не доходит до конечного потребителя. У предприятий могут возникать трудности с оплатой за отгруженный товар. Эффективность развития обеспечивается совершенствованием процесса сбыта.

Ситуация 3. Состояние дефицита: произведено недостаточное количество товара для удовлетворения потребностей конкретного рынка.
- В этом случае кривые жизненных циклов технологии и товара совпадают и расположены под кривой жизненного цикла спроса. Ситуация дает возможность эффективного развития как торговым, так и производственным организациям на протяжении всего цикла. Однако, основная проблема заключается в увеличении масштабов производства.

Ситуация 4. Состояние дефицита, вызванное невозможностью произвести достаточное количество товара для удовлетворения потребностей конкретного рынка и неэффективностью процесса реализации.
- Кривые жизненных циклов спроса, технологии и товара не совпадают и расположены в следующей последовательности: кривая жизненного цикла спроса, кривая жизненного цикла технологии, кривая жизненного цикла товара. Возможность увеличения объёмов производства гарантирует предприятию эффективное развитие. Самое низкое положение кривой жизненного цикла товара (неограниченный спрос и наличие произведенного товара) свидетельствует о проблемах в сфере реализации.

Ситуация 5. Состояние рынка можно характеризовать как «отсутствие спроса».
- Потенциальные потребители могут не располагать информацией о существовании некоего продукта или же не проявляют к нему интереса.

В этом случае кривые жизненных циклов спроса и товара совпадают и расположены под кривой жизненного цикла технологии.
В данной ситуации существует проблема перепроизводства. Источником проблемы может быть с одной стороны, неразвитый спрос, с другой — неэффективная работа плановых органов предприятия.
Ситуация 6. Состояние рынка можно характеризовать с одной стороны, как «отсутствие спроса», так как произведено избыточное количество товара, с другой стороны, объём реализации товара ниже возможного.
- Кривая жизненного цикла спроса находится между кривыми жизненных циклов технологии и товара. В данной ситуации с одной стороны, наблюдается перепроизводство товара, то есть произведено больше, чем может потребить рынок. С другой стороны — продано товара меньше, чем мог бы потребить рынок. Источником проблемы может быть с одной стороны, неразвитый спрос на данный товар, с другой — неэффективная работа сбытовых служб предприятия. В течение длительности жизненного цикла может иметь место одна из выявленных ситуаций, либо ситуации могут менять друг друга.

Разработан метод определения этапов жизненного цикла «элементарной товарной единицы» на основе критерия прибыльности товара. Обосновано введение понятия «жизненный цикл элементарной товарной единицы.»

## Заключение
Таким образом, в жизненном цикле организации отчетливо выделяются пять этапов:
I. Предпринимательский этап — период становления организации, осознания своих целей, творческого подъёма ( цели двусмысленны, высокий творческий подъём).
II. Этап коллегиальности — период быстрого роста организации, осознание своей миссии и формирование стратегии развития (неформальные коммуникации и структура, высокие обязательства).
III. Этап формализации деятельности — период стабилизации роста (развития) (формализация ролей, стабилизация структуры, акцент на эффективность).
IV. Этап реструктуризации — период замедления роста и структурных изменений, дифференциация товаров (рынков), предвидение новых потребностей ( стремление к комплексности, децентрализация, диверсифицирование рынков).
V. Этап спада — период, характеризующийся резким падением сбыта и снижением прибыли; организация ищет новые возможности и пути удержания рынков (высокая текучесть кадров, нарастание конфликтов, централизация).
Кривая жизненного цикла характеризует основную тенденцию изменений (исторического развития) организации. Эту закономерность необходимо учитывать при разработке стратегических и тактических планов развития организации, совершенствовании её структуры и системы управления.